# Rincón de Analco
Rincón de Analco är en ort i Mexiko.   Den ligger i kommunen Tlalixtac de Cabrera och delstaten Oaxaca, i den sydöstra delen av landet, 400 km sydost om huvudstaden Mexico City. Rincón de Analco ligger 1 551 meter över havet och antalet invånare är 109.
Terrängen runt Rincón de Analco är varierad. Runt Rincón de Analco är det tätbefolkat, med 881 invånare per kvadratkilometer. Närmaste större samhälle är Oaxaca de Juárez, 6,2 km väster om Rincón de Analco. Omgivningarna runt Rincón de Analco är en mosaik av jordbruksmark och naturlig växtlighet.